# Matteo Darmian
Matteo Darmian (nascut el 2 de desembre de 1989 a Legnano) és un futbolista professional italià que juga com a defensa per a l'Inter de Milà. Ha estat internacional amb la selecció d'Itàlia.

## Carrera futbolística

### Inicis
Matteo Darmian començà la seva carrera de futbolista quan era un nen, jugant amb el C.A.R.C.O.R, equip de la localitat de Rescaldina, propera al seu lloc de naixement, Legnano. Començà a destacar des de petit, i per aquest motiu, l'any 2000, amb 11 anys, es va incorporar a les categories inferiors de l'AC Milan.

### Milan
El jugador inicià la seva carrera amb el Milan de jove, i va passar per totes les categories inferiors de l'equip realitzant un gran paper. Després d'una destacada campanya com a jugador de la Primavera, arribà el seu gran moment. Darmian debutà amb l'AC Milan el 28 de novembre de 2006, amb només 16 anys, a la Copa d'Itàlia en un partit contra el Brescia Calcio. Va substituir Kakha Kaladze en el primer temps i esdevé així el segon jugador més jove de la història del Milan en debutar, després de Paolo Maldini. Sis mesos després, el 19 de maig, realitzà el seu debut a la Serie A en un partit contra l'Udinese Calcio, entrant a la segona part.
Durant la temporada 2007-08 només va fer una altra aparició a la Copa d'Itàlia i no en va fer cap en la lliga, però esdevé capità del segon equip de l'AC Milan, la Primavera on va fer un gol davant el Cagliari i fa una gran actuació a la copa Champions per a joves. La següent temporada, amb dinou anys, fa tres partits més.

### Cessió al Padova
El 17 de juliol de 2009, Darmian fou cedit al club de la Serie B Calcio Padova fins a final de temporada. Va fer el debut oficial amb el club el 28 de novembre, en una derrota a casa contra el Vicenza Calcio. Una lesió el va tenir fora dels terrenys de joc uns mesos fins que va ser operat i va tornar a estar apte per a jugar. El 20 de febrer de 2010, Darmian va fer el seu primer gol amb el club, el que li dona l'avantatge en el partit contra l'A.C. Ancona. Durant aquesta temporada, el defensa jugà vint partits de lliga regular, a més de dos partits de play-out contra la Unione Sportiva Triestina Calcio que es resolgué amb un 0-3 al partit de tornada, a favor del Calcio Padova, després d'un empat sense gols en el partit d'anada. Així, després d'aquesta temporada i amb l'equip salvat, es parlà d'una possible sortida de Darmian a la Serie A, concretament a l'Associazione Sportiva Bari. Finalment acabà fitxant per l'US Palermo.

### US Palermo
Després de dies de rumors, el jugador va reconèixer la seva intenció de jugar a l'US Palermo, i finalment, directors de Milan i el club sicilià van arribar a un acord que deixà al futbolista a disposició del Palermo, però amb un 50% dels drets per a l'equip "rossonero". El traspàs es va fer oficial el 12 de juliol de 2010 mitjançant la pàgina web del Palermo. Aquell mateix día Darmian realitzà el primer entrenament amb el seu nou equip. Fou presentat en una rode de premsa el 13 de juliol de 2010, on va dir que arribava al club amb ganes de demostrar el seu valor. Va jugar el seu primer partit amb els rosaneri (US Palermo) a l'amistós contra l'equip d'Àustria Bad Kleinkirchheim, el 15 de juliol de 2010. El 12 d'agost de 2010 guanyà el triangular del Renzo Barbera, on s'enfronta al Nàpols i al València CF, equip contra el qual realitzà un gran partit. Debutà oficialment a l'Europa League el 16 de setembre de 2010, en la derrota 3-2 enfront de l'AC Sparta Praha. El seu debut a Serie A amb el Palermo va haver d'esperar fins al 23 del mateix mes, on va entrar al minut 92' en substitució de Javier Pastore, en el partit contra la Juventus de Turín. Al novembre, el jugador legnanese va sofrir una lesió a la cuixa dreta i va romandre fora fins a principi de 2011. Per culpa de la lesió i altres factors, el defensor italià no va poder demostrar el seu valor a l'equip sicilià, motiu per al qual se'n va entornar a la Sèrie B en forma de cessió al Torino.

### Inter de Milà
El 5 d'octubre de 2020, Darmian va fitxar per l'Inter de Milà cedit per un any; l'Inter té una clàusula de compra obligatòria per 1.8 milions de lliures a final de temporada.

## Experiència internacional
El 2008 Darmian formà part del Campionat Europeu de la UEFA Sub-19 amb la selecció sub-19 italiana. El març de 2009, va fer el seu debut amb la selecció Sub-21 en un partit amistós contra el combinat austríac. El 28 d'abril de 2010 fou convocat amb la selecció Sub-20 per a jugar un amistós contra Suïssa. Per maig va tornar a ser convocat per a disputar el novè torneig "Quatre Nacions".

## Palmarès
Manchester United FC
- 1 Lliga Europa de la UEFA: 2016-17
- 1 Copa anglesa: 2015-16
- 1 Copa de la lliga anglesa: 2016-17

FC Inter de Milà
- 2 Serie A: 2020-21, 2023-24
- 2 Copes italianes: 2021-22, 2022-23
- 3 Supercopes italianes: 2021, 2022, 2023